# Clifton Chenier

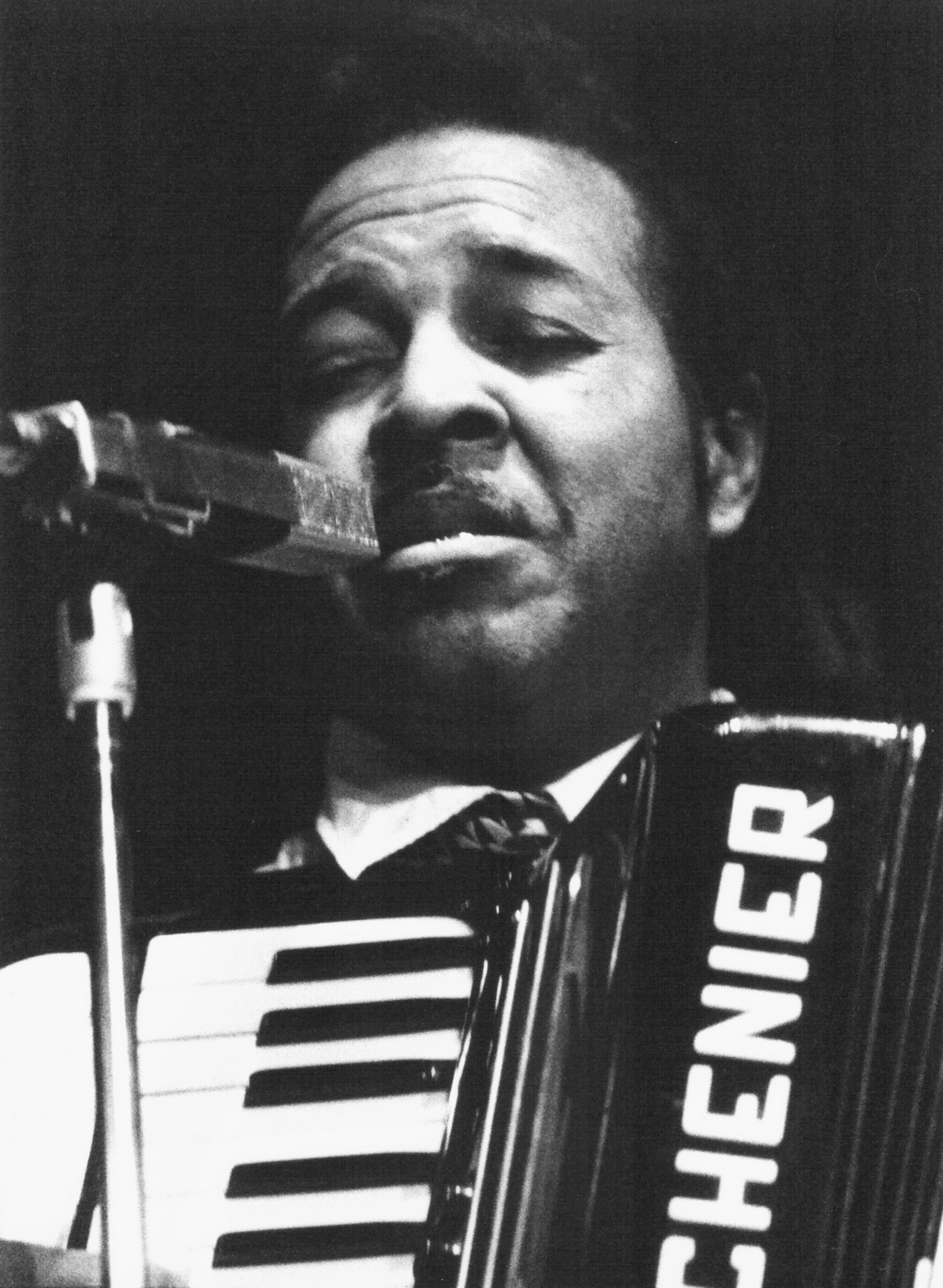
Clifton Chenier, 1977

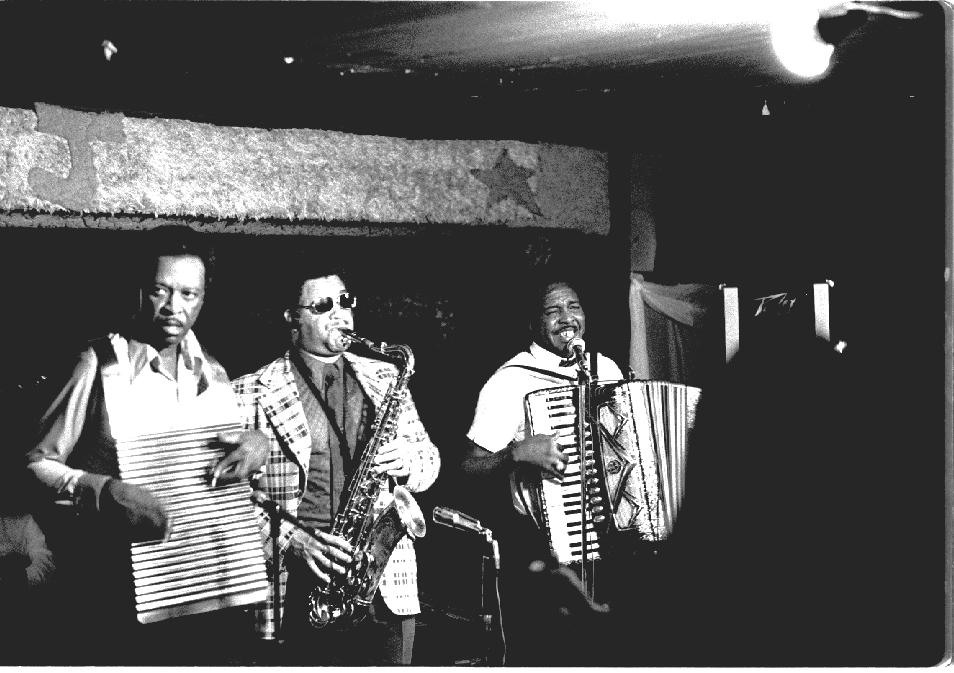
Clifton Chenier (rechts), 1975

Clifton Chenier (* 26. Juni 1925 in Opelousas, Louisiana; † 12. Dezember 1987 in Lafayette, Louisiana) war ein US-amerikanischer Blues- und Zydeco-Musiker. Er spielte Akkordeon und sang seine Texte in Französisch.
Cheniers musikalischer Erfolg begann 1954 mit Clifton's Blues, einem regionalen Hit. 1955 folgte Ay Tete Fille (Hey, Little Girl)  (im Original von Professor Longhair), das Chenier auch überregional bekannt machte. Mit seiner Band „Zydeco Ramblers“ war er von nun an ständig auf Tour. Sein Album Bon Ton Roulet! wurde 1972 mit dem Prix Big Bill Broonzy ausgezeichnet.
Seine Popularität erreichte in den 1980ern mit der „Red Hot Louisiana Band“ ihren Höhepunkt. 1983 gewann er als zweiter Kreole überhaupt einen Grammy für sein Album I'm Here!.
Clifton Chenier litt an Diabetes, weswegen ihm ein Fuß teilweise amputiert werden musste. Er starb 1987 an Nierenversagen. 1989 wurde er postum in die Blues Hall of Fame aufgenommen. Der Gitarrist und Songwriter Rory Gallagher schrieb einen Tribute-Song für Clifton Chenier mit dem Namen „The King Of Zydeco“. Außerdem wird sein Name im Titel That was your Mother auf dem Album Graceland  des US-amerikanischen Sängers und Songwriters Paul Simon aus dem Jahr 1986 erwähnt.
Sein Sohn C. J. Chenier führt die Zydeco-Tradition seines Vaters weiter; sein Großcousin Roscoe Chenier (1941–2013) war ebenfalls Blues-Musiker.